# تشيما دال كانتون
تشيما دال كانتون (بالإنجليزية: Cima dal Cantun)‏ هو أحد جبال سلسلة سلسلة بريغاغليا وجزء من القمة الأم تشيما دي كاستيلو يقع في كانتون غراوبوندن، سويسرا. يبلغ ارتفاع الجبل حوالي 3354 متر، بينما يبلغ ارتفاع نتوء الجبل 93 متر.